# Dolopichthys karsteni
Dolopichthys karsteni is een straalvinnige vissensoort uit de familie van armvinnigen (Oneirodidae). De wetenschappelijke naam van de soort is voor het eerst geldig gepubliceerd in 1987 door Leipertz & Pietsch.